# Arnold Schlüter
Arnold Schlüter (* 3. Oktober 1802 in Warendorf; † 10. Mai 1889 in Paderborn) war ein deutscher Jurist und Politiker.

## Leben
Schlüter studierte von 1820 bis 1824 Rechtswissenschaften an den Universitäten Göttingen und Heidelberg. Danach war er Oberlandesgerichtsassessor in Dorsten, von 1832 bis 1842 Amts- und Landgerichtsassessor in Coesfeld, auch Untersuchungsrichter am Hauptzollamt ebenda. Von 1842 bis 1851 arbeitete er als Oberlandesgerichtsrat und danach bis 1877 als Appellationsgerichtsrat in Paderborn. Ab 1865 war er Geheimer Justizrat.
Vom 18. Mai 1848 bis 30. Mai 1849 war Schlüter für den Wahlkreis der Provinz Westfalen in Paderborn Mitglied der Frankfurter Nationalversammlung in der Fraktion Pariser Hof.
In den Jahren 1859 bis 1861 gehörte er der Zentrumsfraktion des Preußischen Abgeordnetenhauses an.